# فتح پرچم

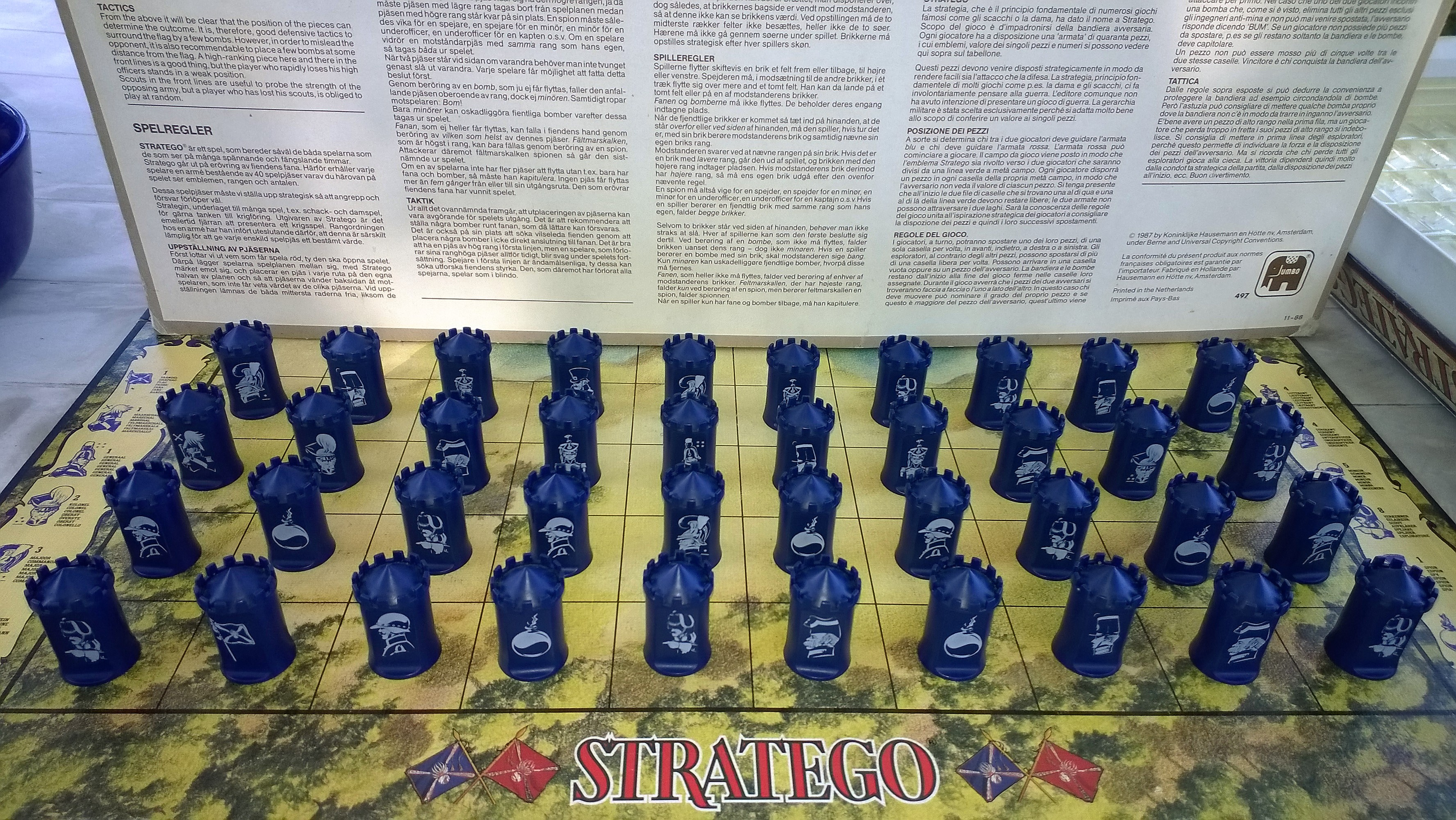

بازی فتح پرچم یک بازی تخته‌ای و مبتنی بر راهبرد است. نام اصلی این بازی STRATEGO است. در این بازی دو نفره هر فرد ۴۰ مهره دارد که یکی از آن‌ها پرچم است یعنی مهم‌ترین مهره‌ای که نباید به دست دشمن بیفتد. براساس سلسله مراتب نظامی تعدادی مهره با درجات نظامی مختلف به علاوه ۶ بمب جزو مهره‌های بازی هستند. چند مهره تخریبچی هم وجود دارد که فقط آن‌ها می‌توانند بمب‌ها را خنثی کنند. برچسب مهره‌ها در یک سمت آن‌ها است به‌طوری‌که طرف مقابل تمام مهره‌ها را به یک شکل می‌بیند. پس از برخورد دو مهره به یکدیگر، مهره‌ها نمایش داده می‌شوند و مهره با درجه پایین‌تر از بازی خارج می‌شود. مهره‌های یک نفر آبی و دیگری قرمز است. مهره‌ها می‌توانند در جهت‌های بالا و پایین و چپ و راست در صورتی که مانعی وجود نداشته باشد حرکت کنند. هر کس بتواند پرچم طرف مقابل را پیدا کند یا تمامی مهره‌های قابل حرکت حریف را از بازی خارج کند، برنده می‌شود.
فهرست مهره‌های بازی به ترتیب قدرت به شرح زیر است:
| شماره مهره | درجه نظامی      | درجه قدرت در بازی از ۱۰ | تعداد | ویژگی خاص |
| ---------- | --------------- | ----------------------- | ----- | --- |
| ۱          | مارشال (ارتشبد) | ۱۰                      | ۱     | در حالت حمله می‌تواند جاسوس را نیز از بین ببرد                                                                 |
| ۲          | ژنرال (سپهبد)   | ۹                       | ۱     | ندارد |
| ۳          | کلنل (سرهنگ)    | ۸                       | ۲     | ندارد |
| ۴          | ماژور (سرگرد)   | ۷                       | ۳     | ندارد |
| ۵          | کاپیتان (سروان) | ۶                       | ۴     | ندارد |
| ۶          | ستوان           | ۵                       | ۴     | ندارد |
| ۷          | گروهبان         | ۴                       | ۴     | ندارد |
| ۸          | تخریب چی        | ۳                       | ۵     | امکان از بین بردن بمب را دارد                                                                                 |
| ۹          | دیدبان          | ۲                       | ۸     | در صورتی که مهره‌ای در برابرش نباشد می‌تواند از خانه‌ها خالی به تعداد دلخواه در یک خط مستقیم عبور کند.           |
| s          | جاسوس           | ۱                       | ۱     | در صورتی که خود را به مهره مارشال بزند، می‌تواند این مهره را حذف کند. در غیر این صورت نقش دیگری ندارد          |
| b          | بمب             | -                       | ۶     | قابلیت جابجایی در طول بازی را ندارد. هر مهره‌ای به غیر از تخریبچی با آن برخورد کند، آن مهره از بازی خارج می‌شود |
| f          | پرچم            | -                       | ۱     | قابلیت جابجایی ندارد. در صورتی که هرکدام از مهره‌های حریف با آن برخورد کند از بین رفته و بازی به اتمام می‌رسد   |

.
البته در نسخه های جدید بازی یک مهره دیگر نیز اضافه شده که در صورت حدس زدن مهره مقابل می تواند آنرا از بازی خارج کند. در غیر اینصورت توسط هر مهره ای قابل حذف است.